# Paardenbijter
De paardenbijter (Aeshna mixta) is een echte libel (Anisoptera) uit de familie van de glazenmakers (Aeshnidae). Het is een grote libel maar een van de kleinere glazenmakers, die in de nazomer vaak in groepen rondvliegt. De paardenbijter is een zeer algemene en zwerflustige soort, die grote afstanden aflegt. Incidenteel worden grote groepen zwervers waargenomen.
De paardenbijter bijt geen paarden, maar dankt zijn naam aan het feit dat hij vaak jaagt op insecten die zich dicht bij het lijf van dieren of mensen ophouden, waardoor het lijkt of hij ze bijt.

## Kenmerken
Het achterlijf is donker met een mozaïektekening van licht gekleurde vlekken. De zijkant van het borststuk is donker, met twee gele banden die aan de bovenkant vaak blauwgetint zijn. De schouderstrepen zijn bij beide geslachten gereduceerd tot korte streepjes. Op de rugzijde van achterlijfssegment 2 staat een grote gele spijkervormige figuur. De voorrandader van de vleugels is bruin. Het mannetje heeft bruinblauwe ogen en op de bovenzijde van de achterlijfssegmenten twee vrijwel ronde blauwe vlekjes aan de achterrand. Op het midden van de segmenten staan twee kleine gele driehoekjes. De ogen van het vrouwtje zijn bruin met geel of groen en de vlekken op het achterlijf zijn zowel geel als bruin (op de laatste paar segmenten alleen gele vlekjes). De lichaamslengte van volwassen dieren ligt tussen 56 en 64 millimeter.
De larve is 29–37 mm. lang. De larvenhuidjes zijn voor een glazenmaker vrij klein en kunnen tot op enkele decimeters hoogte gevonden worden op stengels van waterplanten en oevervegetatie.

## Vliegtijd
De paardenbijter vliegt laat: van begin juli tot in november, met de grootste aantallen in augustus en september. Paardenbijters zijn vooral in de middag actief, op warme avonden zelfs tot diep in de schemering.

## Gedrag en voortplanting
De levenscyclus duurt een jaar, mogelijk soms twee jaar. De (eerste) winter wordt doorgebracht als ei. De larven leven in allerlei stilstaande en langzaam stromende, vaak voedselrijke en niet zure wateren. Ze houden zich op in de oeverzone of in verlandingsvegetatie, tussen plantenstengels en dood plantenmateriaal. De larve kan zich ook ontwikkelen onder licht brakke omstandigheden.
Het uitsluipen gebeurt gedurende een lange periode van eind juni tot eind september. Imago's worden vaak in groepen aangetroffen, jagend langs bosranden op boomkruinhoogte. De mannetjes vertonen territoriaal gedrag langs de waterkant, maar zijn minder agressief dan andere glazenmakers. De eitjes worden door het vrouwtje afgezet in allerlei levende en dode plantendelen.

## Habitat
In Nederland plant de paardenbijter zich voort in allerlei typen stilstaand water, waaronder kleine en middelgrote plassen, poelen, tuinvijvers en sloten. De voorkeur gaat uit naar wateren met een goed ontwikkelde oevervegetatie. De larven kunnen zich zelfs ontwikkelen in brak water. In het buitenland is de soort ook aangetroffen bij zwakstromend water.

## Verspreidingsgebied
Het verspreidingsgebied van de paardenbijter loopt oostelijk tot in Japan, zuidelijk tot in Noord-Afrika. De soort komt voor in heel Europa, maar in Scandinavië, Groot-Brittannië en Ierland alleen in het zuiden. De noordgrens van het areaal schuift verder naar het noorden op, als gevolg van klimaatverandering. In Nederland is de paardenbijter overal aan te treffen, met een concentratie van waarnemingen langs de kust.

## Verwante en gelijkende soorten
Verwarring is mogelijk met de venglazenmaker, de zuidelijke glazenmaker (vooral vrouwtjes) en de glassnijder.

De venglazenmaker heeft een vergelijkbare tekening van blauwe en gele vlekjes op het achterlijf en ook een vergelijkbaar patroon op de zijkant van het borststuk. De paardenbijter is echter duidelijk kleiner en is goed herkenbaar aan de gele spijker op achterlijfssegment 2. Verder is het goed om te weten dat de venglazenmaker bijna uitsluitend in de buurt van vennen is aan te treffen, terwijl de paardenbijter overal gezien kan worden.

De zuidelijke glazenmaker is ongeveer even groot als de paardenbijter, maar de mannetjes van de zuidelijke glazenmaker zijn veel blauwer, zowel op de ogen als op het achterlijf. Ze missen de gele spijker en de kleine gele vlekjes op het achterlijf. De zijkant van het borststuk is niet bruin met twee gele banden zoals bij de paardenbijter, maar geheel geel, groen of blauwig, met dunne zwarte strepen. De vrouwtjes van de zuidelijke glazenmaker hebben wel een gele spijker, maar zijn over het algemeen geler (of groener) en hebben een geheel geel borststuk met dunne zwarte lijnen.

De glassnijder heeft ook een vergelijkbare grootte en een blauw mozaïekpatroon op het achterlijf. Dit patroon is welbeschouwd echter anders. De gele spijker ontbreekt en ook de borststuktekening is anders: groen met dikke zwarte lijnen. De glassnijder is een voorjaarssoort, de paardenbijter een (na)zomersoort; de vliegtijd van beide soorten overlapt nauwelijks.

In het larvestadium is door de geringe grootte vooral verwarring mogelijk met de zuidelijke glazenmaker, die echter een relatief kort vanggmasker (prementum) heeft. Door het lange prementum van de paardenbijter kan er wel verwarring optreden met de blauwe glazenmaker, echter de larven hiervan zijn in de meeste gevallen een stuk groter, hebben een sterk gebogen achterrand van de ogen, een brede labiale palp en een kortere zijdoorn op segment 9. Buiten Nederland is er ook verwarring mogelijk met de azuurglazenmaker.

## Bedreigingen en bescherming
De soort staat op de Rode Lijst van de IUCN als niet bedreigd, beoordelingsjaar 2010, de trend van de populatie is volgens de IUCN stijgend. Op de Nederlandse Rode Lijst (2004) komt de soort niet voor. Op de Belgische Rode Lijst (1998) geldt hij als niet bedreigd.

## Taxonomie
De wetenschappelijke naam van de soort werd in 1805 gepubliceerd door Pierre André Latreille.

### Synoniemen
- Libellula coluberculus Harris, 1780 (nomen oblitum)
- Aeschna alpina Selys, 1848
- Aeschna coluberculus habermayeri Götz, 1923
- Aeshna lucia Needham, 1929

## Afbeeldingen

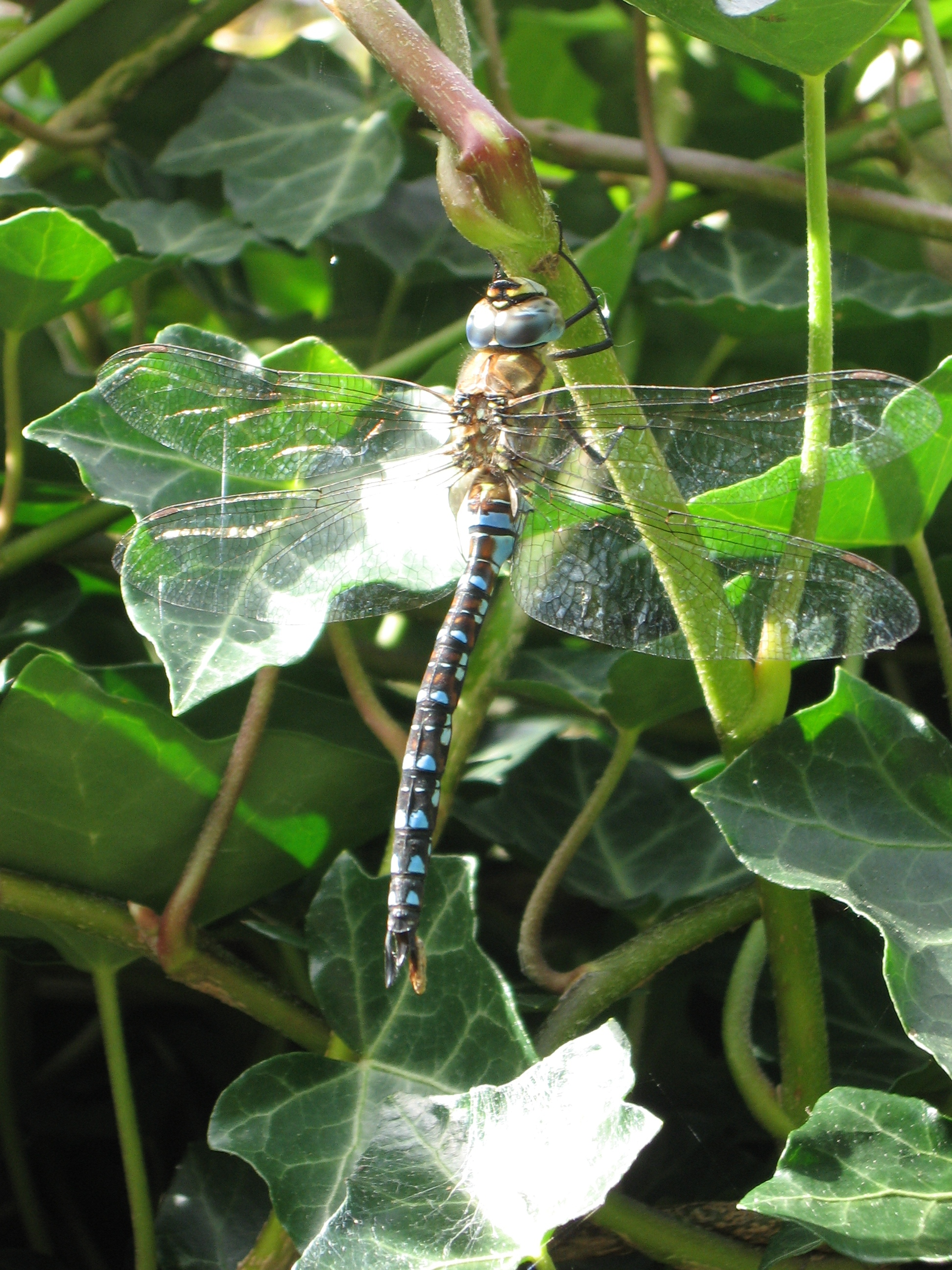
Paardenbijter
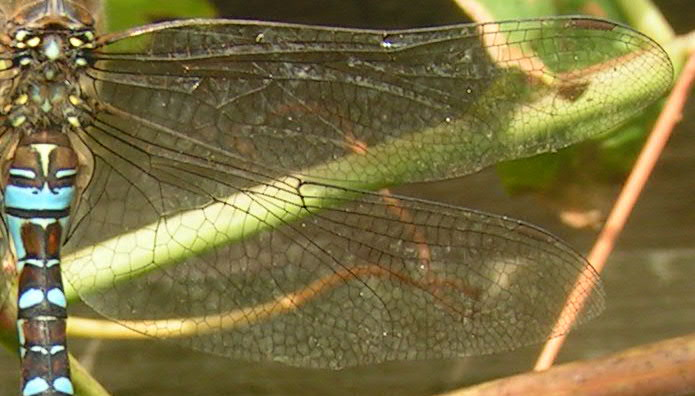
Vleugels
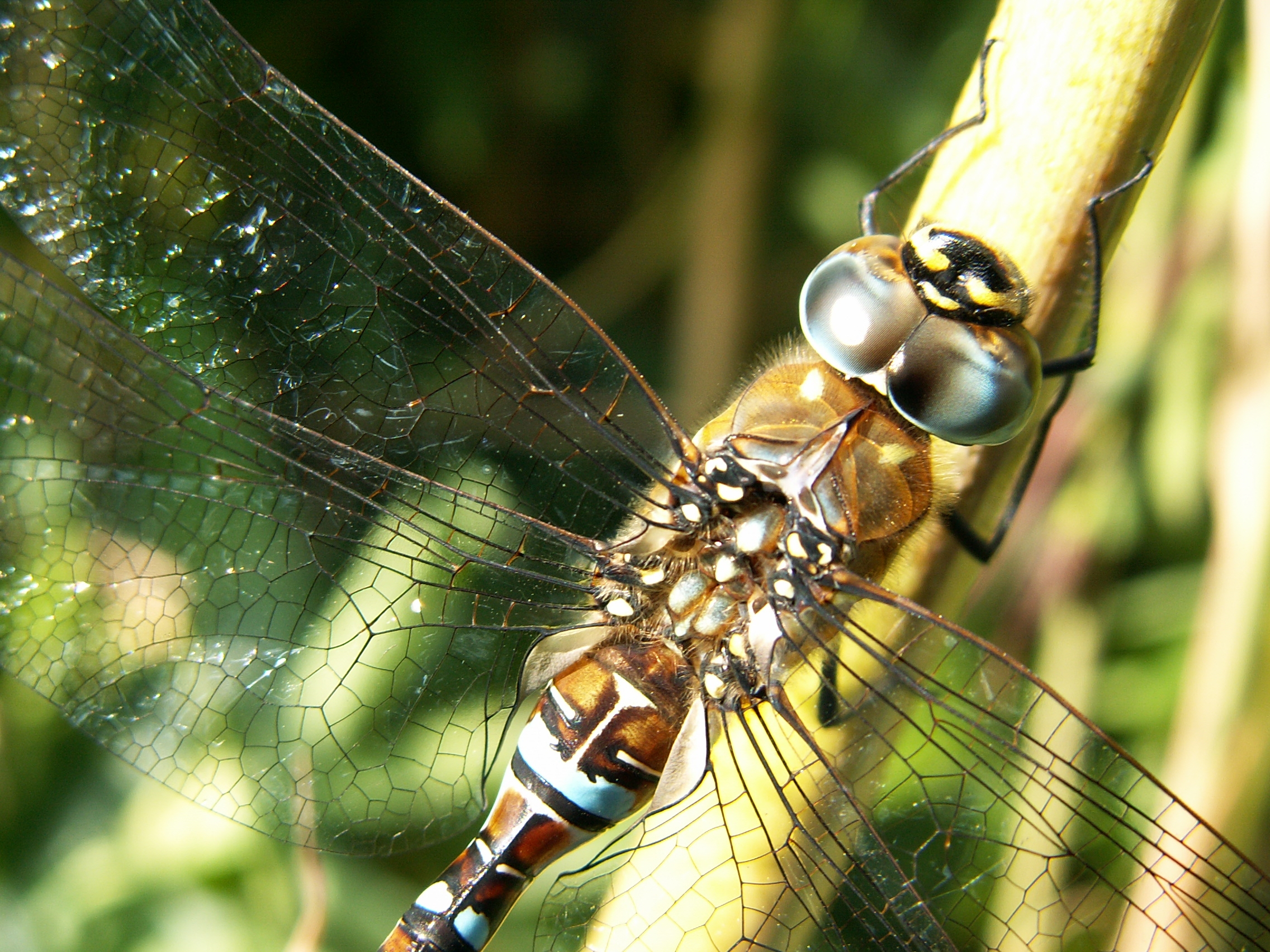
Aanhechting vleugels
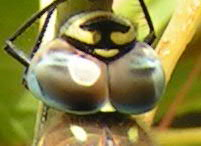
Detail van de facetogen
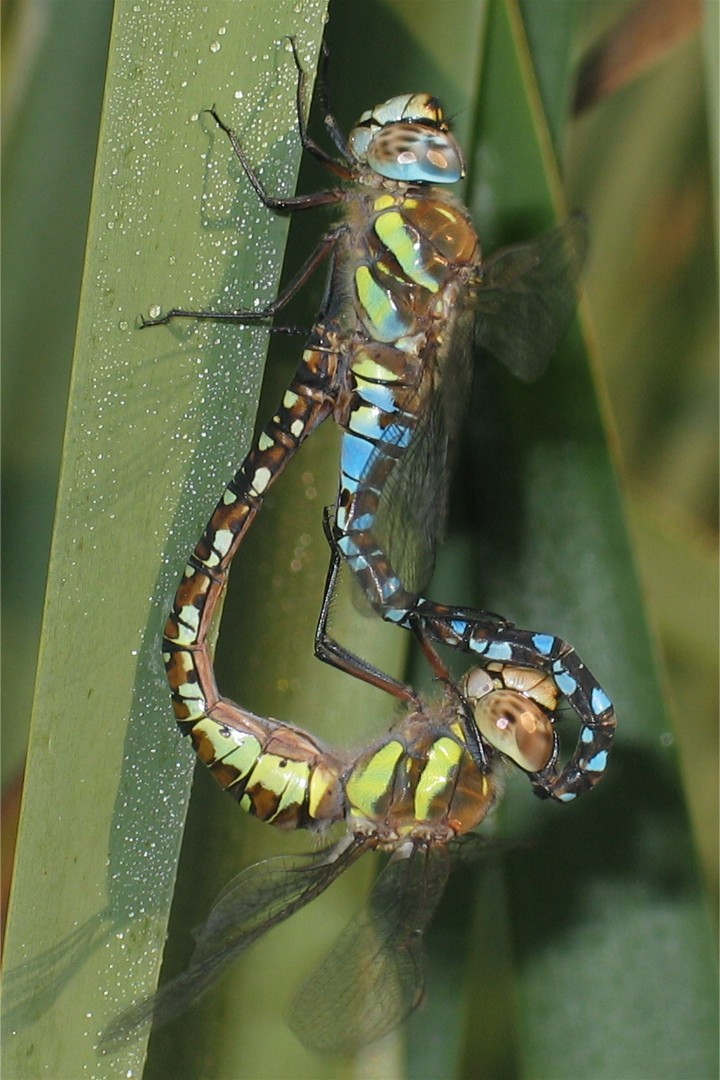
Paring